# Monte Meru (mitología)

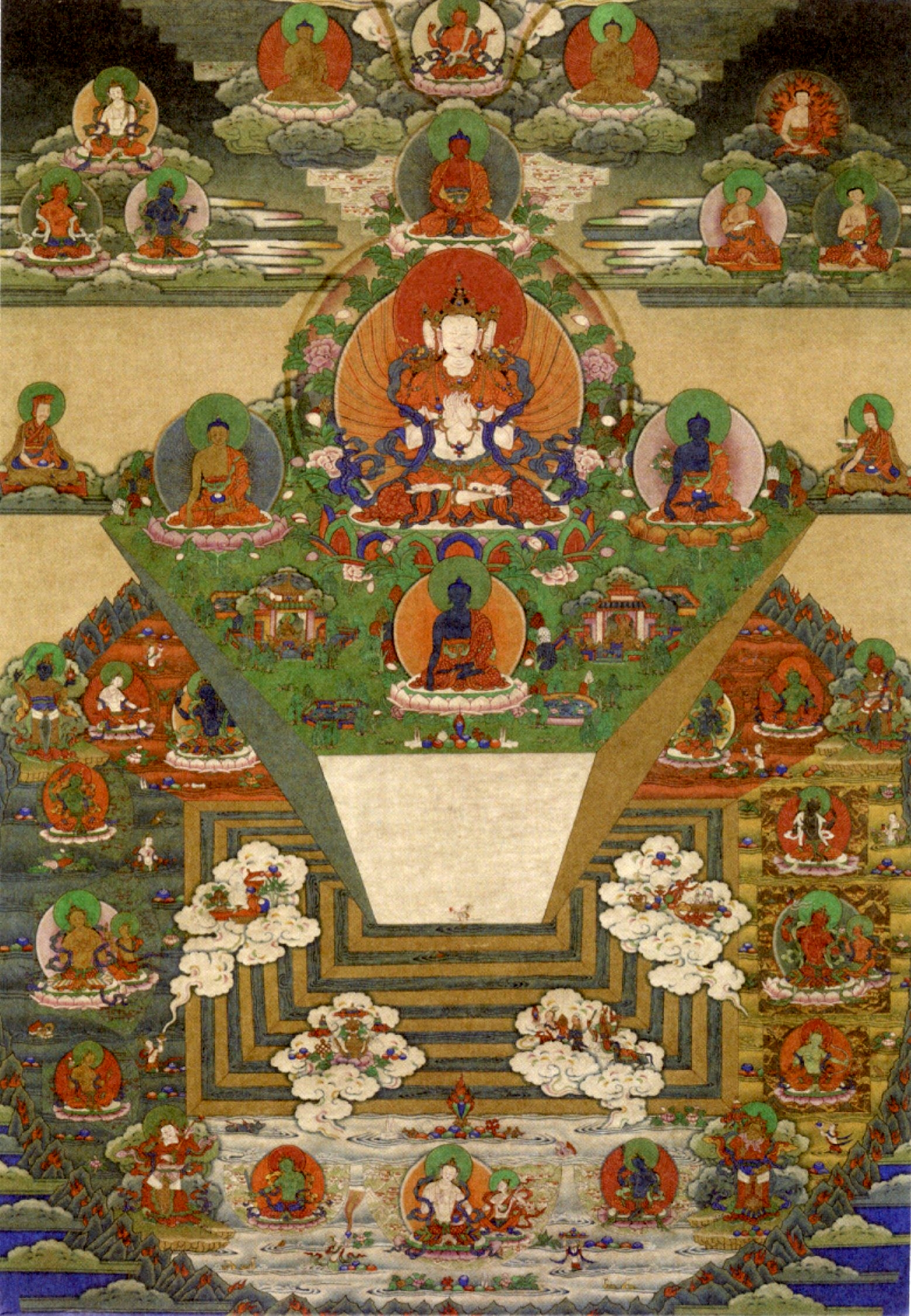
Un thangka butanés del monte Meru y el universo budista. Trongsa (Bután), siglo XIX.

El monte Meru es una montaña mítica, que es considerada sagrada en varias culturas.
Los tibetanos consideran que el monte Meru es el mismo monte Kailás (que está ubicado en Tíbet).
El cartográfo Mercator que fue quien hizo  el primero y más completo mapa mundi durante mucho tiempo reseña que dicho monte existe.

## Cosmogonía hindú
Para algunos hindúes, el monte Meru está compuesto de 109 picos, entre los cuales el más alto es el monte Kailās (donde se encuentra la morada del dios Shivá). Según el texto épico Mahā Bhārata (3.503 y 3.1697), el Harivilās y el Rig-veda (3.4.44 y 3.4.27), el monte Kailás se encuentra físicamente en los montes Himalaya.
En el resto de los picos del monte Meru viven además 33 millones de dioses (entre los que se destacan Visnú y Brahmá).
En cambio para el hinduismo tradicional, el monte Meru tiene 450 000 kilómetros de altura (en comparación, el planeta Tierra tiene 12 800 km de diámetro), tiene forma de cono truncado muy alargado, consta de un solo pico, y se encuentra en el centro del continente Yambu Duipa, o ‘isla del árbol yambul’, quizá en la meseta del Pamir.
El Narpati yaia acharia (un texto del siglo IX), basado en textos principalmente inéditos del Iámala-tantra declara: 
sumeruḥ prithvī madhié 
shrūiate drishiate na tú
El Sumeru en el medio de la Tierra
se ha oído [aprendido]; observado no, sin embargo.
El astrónomo Varaja Mijira (505-587), en su libro Pancha siddhāntikā, ubica al monte Meru en el polo norte (aunque en la actualidad se sabe que allí no hay ninguna montaña). 
En cambio el texto Suria siddhānta menciona un monte Meru en medio del planeta Tierra, y otros dos montes —el Sumeru (buen Meru) y el Kumeru (mal Meru)— en ambos polos.
Bajo el monte Meru se encuentra el continente Yambu Duipa, formado por cuatro países con siete cordilleras montañosas.
Este continente está rodeado por siete continentes concéntricos (ver Duipa), separados unos de otros por océanos (también concéntricos) de distintas sustancias: el océano más interno (el único que conocemos los seres humanos) es de agua salada, el siguiente de caña de azúcar, de vino, de ghi (mantequilla clarificada), de cuajada, de leche, y finalmente de agua dulce.
Más allá de este último océano concéntrico hay cuatro puertas (una por cada punto cardinal: por ejemplo en el este se encuentra la puerta del dios Indra (rey de los dioses, dios del cielo, del rayo) con su elefante Airavata (según algunos, de tres cabezas).
Más allá de estas cuatro entradas está el inmenso océano primordial.

## El monte Meru en el batido del océano de leche
En una ocasión el monte Meru fue trasladado de su lugar y apropiadamente dispuesto sobre la caparazón del dios Kurma (la encarnación tortuga de Vishnú) y utilizado por los dioses y los demonios para batir el océano de leche (el sexto océano concéntrico) con el fin de obtener el néctar de la inmortalidad que se encontraba en una isla secreta en ese océano.